# 列克星敦帕克 (馬里蘭州)
列克星敦帕克（英語：Lexington Park）是位於美國馬里蘭州聖瑪麗斯縣的一個普查規定居民點。

## 人口
根據2020年美國人口普查的數據，列克星敦帕克的面積為15.73平方千米，當中陸地面積為15.71平方千米，而水域面積為0.02平方千米。當地共有人口13317人，而人口密度為每平方千米846.6人。